# -wolde

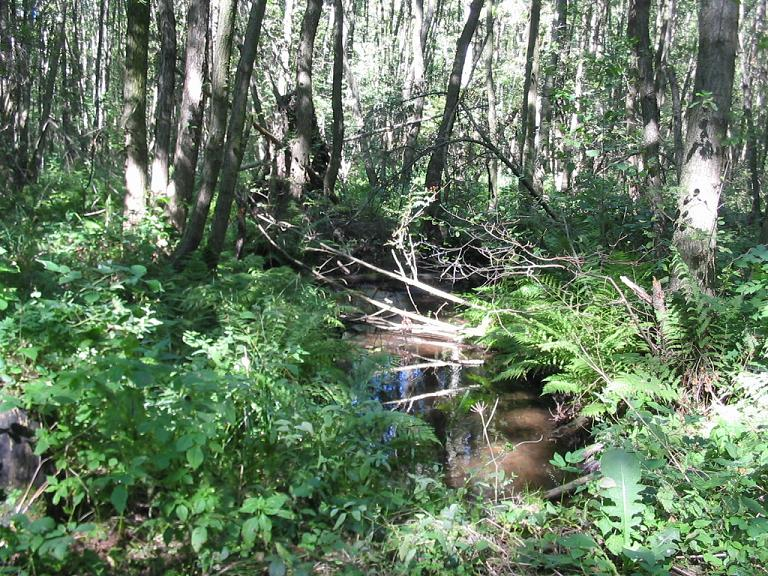
Naturschutzgebiet Zarth, Duitsland

Het toponiem wold(e) of woud(e) is afgeleid van het Oudnederlandse woord walt, Middelnederlands wout, wat 'uitgestrekt, ongeëxploiteerd bos' zou betekenen. Andere auteurs gaan uit van de oorspronkelijke betekenis 'moerasbos, zompig bos' of juist een 'oerbos' met zware bomen. Volgens  de taalkundige Maurits Gysseling zou het om 'zompig bos inzonderheid in het zeekleigebied' gaan. Een oudere vorm is het Germaanse *walþuz, 'woud, wildernis, heide', afgeleid van de Indo-Europese stam *u̯el- 'haar, wol, gras, aar, bos', dat ook in Engeland en Duitsland is terug te vinden in de toponiemen wolds en weald resp. Wald. In Nederland zijn de verschillende varianten van het toponiem hoofdzakelijk ontstaan in vochtige, dichtbegroeide veen- en kleigebieden op het moment dat deze in cultuur werden gebracht.
Met woud wordt in alle Germaanse taalfasen onontgonnen gebied of wildernis zonder menselijke activiteit aangeduid, zodat dit vermoedelijk de oorspronkelijke betekenis is. Dit in tegenstelling tot bossen die met loo, holt of wido of widu, zoals in Onstwedde, werden aangeduid. In Nederland bevonden deze onontgonnen bossen zich vooral op veen of klei, bijvoorbeeld aan de randen van de vochtige veengebieden tussen de rivierlopen van de Rijndelta, maar ook op de nattere zandgronden.
De varianten -wold, -wolde, -woold en -woolde komen voor in het noordoosten van Nederland, de varianten -woud en -woude in Friesland en het westen van Nederland. In officieel Friestalige plaatsnamen, zoals Earnewâld en Feanwâlden, komen de varianten -wâld en -wâlden voor. 

## -widu
Niet verwant is Oud-Nederlands wido, widu, wede, Middelnederlands wede 'bos, kreupelhout', dat is ontstaan uit het Proto-Germaanse woord *widu- en de Indo-Europese stam *u̯idʰu- 'boom, hout'. Het woord is verwant aan het Engelse wood, uit het Oudengels wudu. Deze vorm vinden we in Nederland onder andere in de plaatsnamen Koudum (Coluuidum), Merwede (Mircwidu), Onstwedde (Uneswido), Ulsda (Olswyda), Vlagtwedde (Vlagtwede) en Winsewida (Winschoten of Sint-Vitusholt).

## Voorbeelden die afgeleid zijn van*walþuz
Eemswoude, Emmerwolde, Garmerwolde, Noord-Scharwoude, Popswoude, Reiderwolde, Rijnsaterwoude, Schildwolde, Spaarnwoude, Steerwolde, Vredewold, Westerwolde, Woolde, Zuid-Scharwoude, Verwolde.

## Andere plaatsnamen, vermoedelijk afgeleid van*walþuz
Er zijn nog andere plaatsen met wo(o)ld(e) of woud(e) waarvan geen eenduidige oude vermeldingen zijn overgeleverd. Op zuiver taalkundige gronden is het daarom niet met zekerheid te zeggen of deze plaatsnamen zijn afgeleid van *walþuz.
 In de meeste gevallen betreft het echter veenontginningsdorpen, die passen in het bovenstaande beeld.
Aartswoud, Bellingwolde, Dantumawoude, Finsterwolde, Haakswold, Hazerswoude-Dorp, Hazerswoude-Rijndijk, Hoogwoud, Kropswolde, Murmerwoude, Nijeholtwolde, Paterswolde, Ravenswoud, Schellingwoude, Terwolde, Woold, De Woude, Zoeterwoude, Zuiderwoude, Zuidwolde.

## Voorbeelden met een andere oorsprong
- Ellewoutsdijk is afgeleid van Aliwaldas dika (dijk van vreemde heerser)[4]
- Silvolde, oudste vermelding in uilla Suluelda met de stam -veld 'open vlakte'
- Woltersum of Waltersum (1283), vermoedelijk afgeleid van *Waldhereshûsum  ('woning van de lieden van Waldahari')[7]
- Woudrichem is ontstaan uit Waldaharinga haim (woning van de lieden van Waldahari)[4]

## Nieuwvormingen
| Gemeentegrenzen Wijkgrenzen Buurtgrenzen Autosnelweg Secundaire weg Spoorweg |  |  | ██ Geselecteerde gemeente ██ Bebouwd gebied ██ Bos of park ██ Binnenwater, rivier of kanaal |

Zeewolde en omgeving (2009)

Ook in nieuwere plaatsnamen worden wold(e) of woud(e) gebruikt. Voorbeelden zijn: Oranjewoud (in 1676), Ruinerwold (in de 18e eeuw), Steenwijkerwold en Zeewolde (1984, een reminiscentie van Seaewald, vermeld in 793), de inmiddels voormalige gemeente Rijnwoude (1993) en de Nieuw-Vennepse wijk Getsewoud (1998).